# Севениус, Оона
Оона Севениус (фин. Oona Sevenius; род. 28 апреля 2004) — финская футболистка, нападающий шведского клуба «Русенгорд» и сборной Финляндии.

## Карьера в клубе
В январе 2023 года Севениус получила предложение от «Милана» и заключила соглашение сроком на два года. Дебютировала в чемпионате Италии за «Милан» в матче против «Комо» 26 февраля 2023 года, выйдя на поле на 86-й минуте вместо Камилы Дубцовой. В свой первый сезон в «Милане» в основном играла за команду U19, но также тренировалась со взрослой командой.
28 июля 2023 года Севениус подписал трёхлетний контракт с «Миланом» до июня 2026 года и была отправлена в аренду в «Комо».
23 января 2025 года Севениус перешла в шведский ФК «Русенгорд».

## Карьера в сборной
4 июля 2023 года Севениус впервые была вызвана в сборную Финляндии.
21 февраля 2024 года Севениус сделала хет-трик в составе сборной Финляндии в товарищеском матче против Филиппин, который завершился со счётом 4:0.
В июне 2025 года была заявлена в сборную Финляндии для участия в чемпионате Европы. Во втором матче против Норвегии забила гол, сравняв счёт в матче, в итоге Финляндия уступила Норвегии со счётом 2:1.

## Достижения
- Перспективный молодой игрок Финляндии 2022 года[4].